# Agathosma unicarpellata
Agathosma unicarpellata là một loài thực vật có hoa trong họ Cửu lý hương. Loài này được (Fourc.) Pillans mô tả khoa học đầu tiên năm 1950.